# Asclepias boliviensis
Asclepias boliviensis är en oleanderväxtart som beskrevs av Fourn.. Asclepias boliviensis ingår i släktet sidenörter, och familjen oleanderväxter. Inga underarter finns listade i Catalogue of Life.